# Římskokatolická farnost – děkanství u kostela sv. Mikuláše, České Budějovice
Římskokatolická farnost při katedrále sv. Mikuláše je územním společenstvím římských katolíků v rámci českobudějovického městského vikariátu českobudějovické diecéze.

## O farnosti

### Historie
Děkanský kostel sv. Mikuláše byl v Českých Budějovicích postaven ve 2. polovině 13. století. V 17. století vyhořel, opravy byly dokončeny v roce 1642. Po zřízení Českobudějovické diecéze se kostel stal katedrálním kostelem českobudějovických biskupů. V letech 1790–1952 existovalo Českobudějovické arcikněžství.
V 90. letech 20. století farnosti českobudějovické diecéze zpravidla přišly o čestné tituly (děkanství, arciděkanství, proboštství, ...). Tyto tituly byly ponechány pouze čtyřem farnostem: titul děkanství českobudějovické katedrální farnosti, arciděkanství v Nepomuku, proboštství v Jindřichově Hradci a prelatuře v Českém Krumlově.

#### Seznam děkanů
Seznam není kompletní. Není-li uvedeno jinak, znamenají letopočty dobu působnosti v úřadu.
- Václav Hayder  (Q117744035) (farář, uveden Encyklopedií Českých Budějovic jako děkan, patrně omylem)
- Jan Hayder  (Q117743947) (1533–1547) – první děkan budějovický
- Kryštof Hecyrus  (Q117743947) (1581–1593)
- Kryštof Milleder  (Q117744212) († 1627)
- Kryštof Thomae  (Q117743799) (1601–1625)
- Jan Cometa  (Q117744263) (1633–1647)
- Tomáš Josef Cuculus  (Q111993662) (1651–1665)
- Jan Jiří (Ignác) Borman  (Q117743717) (1669–1704)
- Jan Vít Schwantle  (Q110257251) (1707–1733)
- Jan Qualbertus Borman  (Q110257315) († 1758)
- František Lála  (Q104732861) (od 1971 děkan katedrály, od 2000 děkan katedrální kapituly)
- Zdeněk Mareš  (Q112373161) (2008–)

### Současnost
V letech 2012–2013 byl opraven a zcela nově zařízen interiér budějovické katedrály. Ve farnosti funguje biskupské gymnázium se studentskou duchovní správou při kostele sv. Rodiny (spirituálem gymnázia byl dříve R.D. Mgr. Josef Prokeš, kterého později vystřídal R.D. Mgr. Ing. Pavel Němec, DiS.). Ve farnosti sídlí řeholní komunity petrinů a Školských sester de Notre Dame. Sestry de Notre Dame ve svém klášteře provozují Církevní mateřskou školu U sv. Josefa. Sestry se také věnují pomoci potřebným.
Na území farnosti se nachází rovněž areál Teologické fakulty Jihočeské univerzity. Někteří vyučující této fakulty jsou zapojeni do místní farní duchovní správy: děkan fakulty, doc. ThDr. Rudolf Svoboda, ThD. je ve farnosti ustanoven jako trvalý jáhen, profesor, Mons. Karel Skalický působí ve farnosti jako výpomocný duchovní.
Od podzimu roku 2018 ve farnosti rovněž působí kněz Kněžského bratrstva svatého Petra, který v kostele Obětování Panny Marie pravidelně slouží bohoslužby podle misálu z r. 1962 (tzv. tridentská Mše).
| Kostel                                 | Místo                        | Bohoslužba                                       | Bohoslužba                                                                                | Poznámka                                       |
| -------------------------------------- | ---------------------------- | ------------------------------------------------ | ----------------------------------------------------------------------------------------- | ---------------------------------------------- |
| Katedrála svatého Mikuláše             | České Budějovice             | neděle pondělí úterý středa čtvrtek pátek sobota | 9.00, 10.30 a 17.00 8.00 8.00 a 17.00 8.00 a 16.00 8.00, 12.00 a 17.00 8.00 a 17.00 17.00 | farní kostel                                   |
| Kaple sv. Jana Nepomuka Neumanna       | České Budějovice             | středa čtvrtek                                   | 7.30 16.00                                                                                | kaple Teologické fakulty JU                    |
| Kostel Obětování Panny Marie           | České Budějovice             | neděle středa čtvrtek pátek                      | 8.00, 10.30 18.00 12.00                                                                   | kostel býv. kláštera dominikánů                |
| Kostel Panny Marie Růžencové           | České Budějovice             | neděle pondělí úterý středa čtvrtek pátek sobota | 9.00 17.00 16.00 9.00 16.00 9.00                                                          | klášterní kostel petrinů                       |
| Kostel sv. Rodiny                      | České Budějovice             | čtvrtek pátek                                    | 17.30 (nešpory) 7.15 (Mše svatá)                                                          | kostel Biskupského gymnázia                    |
| Kaple sv. Josefa                       | České Budějovice             | neděle pondělí úterý středa čtvrtek pátek sobota | 6.30                                                                                      | klášterní kaple Školských sester de Notre Dame |
| Kaple sv. Otýlie                       | České Budějovice             | neděle                                           | 9.30                                                                                      | hřbitovní kaple                                |
| Kostel sv. Václava                     | České Budějovice             | neděle                                           | 11.00                                                                                     | filiální kostel                                |
| Kostel Panny Marie, Královny Andělů    | ČB - Nové Hodějovice         | neděle                                           | 10.30                                                                                     | filiální kostel                                |
| Kostel sv. Prokopa a sv. Jana Křtitele | České Budějovice-Staré Město | neděle pátek                                     | 8.30 17.30                                                                                | filiální kostel                                |
| Kostel Božského Srdce Páně             | České Budějovice             |                                                  |                                                                                           | filiální kostel                                |
| Kaple Smrtelných úzkostí Páně          | České Budějovice             |                                                  |                                                                                           | kaple                                          |